# Acidifikace

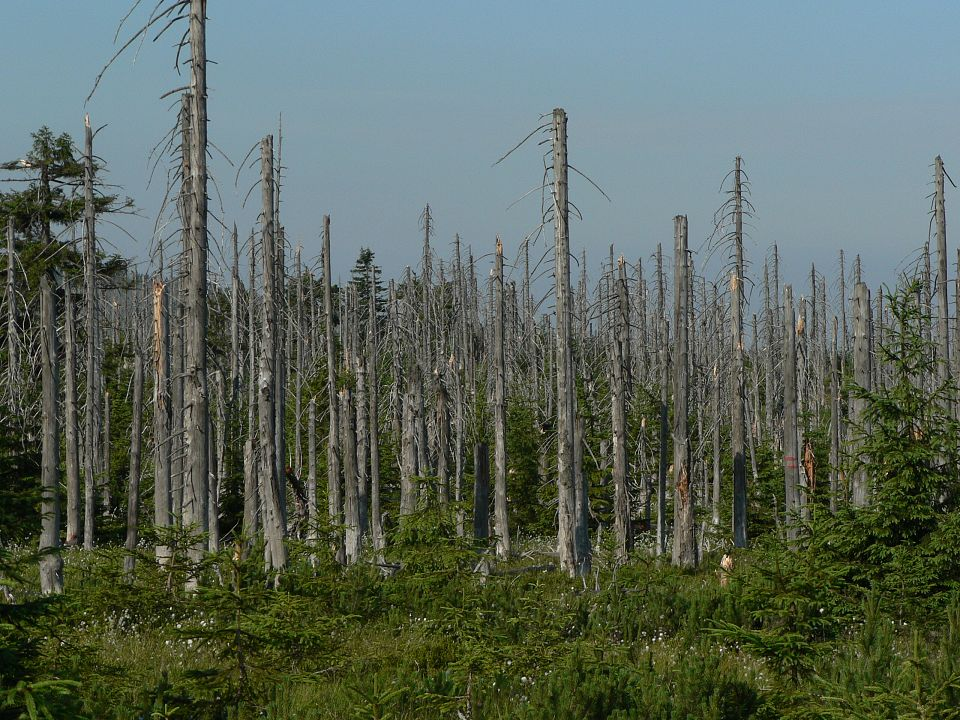
Jizerské hory - les zasažený kyselými dešti

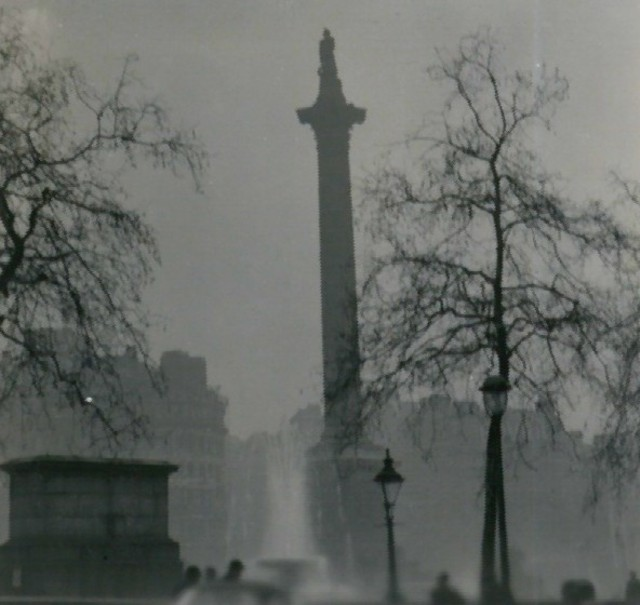
Smog v Londýně v roce 1952

Acidifikace je proces, při kterém dochází k okyselování půdního nebo vodního prostředí kvůli zvýšení koncentrace vodíkových iontů, jež se do prostředí dostaly atmosférickou depozicí. Kyselá atmosférická depozice může být buď mokrá (plyny rozpuštěné ve srážkové vodě, tzv. kyselé deště) nebo suchá (plyny rozptýlené v atmosféře, aerosol, tzv. (redukční) londýnský smog). Acidifikující látky jsou oxid siřičitý (SO2), oxidy dusíku (NOx) a sulfan (H2S).

## Příčiny a faktory ovlivňující acidifikaci

### Příčiny acidifikace
Hlavní příčinou acidifikace je znečištění ovzduší. Mezi hlavní acidifikační plyny patří oxid siřičitý, vznikající hlavně spalováním hnědého uhlí, jež se při rozpuštění ve vodě transformuje na kyselinu siřičitou. Emise oxidu siřičitého v současnosti klesají díky odsiřování tepelných elektráren a hutí, spalujících hlavně hnědé uhlí (v České republice klesly emise SO2 za posledních 10 let o 80–90 %), nicméně stále působí problémy emise z lokálních topenišť, neboť při inverzním počasí se sníženými rozptylovými podmínkami mohou způsobit smogovou situaci.
Dalšími acidifikačními plyny jsou oxidy dusíku. Přirozeně vznikají například působením blesků a tříštěním mořských vln, problémem jsou člověkem způsobené emise, které vznikají spalováním pohonných hmot v motorech (dochází k oxidaci vzdušného dusíku). V současnosti působí v ČR více škod než SO2.
Amoniak je sám o sobě zásaditý plyn, nicméně jeho reakcí se vzdušnými emisemi vzniká amonný kationt, jež je kyselinou. Do ovzduší se dostává hlavně kvůli hnojení zemědělských půd. Používá se též jako chladicí médium, může se tak do prostředí dostat únikem.

### Faktory ovlivňující intenzitu acidifikace
Největší vliv má množství emisí v atmosféře, acidifikaci vod významně ovlivňuje její pufrovací schopnost. Přítomnost bazických iontů (Ca2+, Mg2+, Na+, K+) snižuje acidifikaci. Horské půdy a vody jsou acidifikací ohroženy více, neboť vody jsou zde celkově méně mineralizované a obsahují méně organických látek.
Podloží také ovlivňuje rychlost acidifikace, půdy na žulách a rulách podléhají rychleji. Některé usazené horniny jako břidlice a uhlí jsou bohaté na sulfidy, které při zvětrávání tvoří kyselinu sírovou. Listnaté lesy mají významnou pufrační schopnost, naopak jehličnaté lesy acidifikaci půd spíše podporují, neboť produkují těžko rozložitelný opad, který následně tvoří kyselý humus. Kyselý humus je zdrojem huminových kyselin, jež vyvazují z půdy bazické ionty a odplavují je do podzemních vod. Jehlice na rozdíl od listů neopadávají, a tak se na ně celoročně váže více emisí, které nakonec skončí v půdě.
Dalším faktorem ovlivňujícím pH půdy je intenzivní zemědělství a lesní hospodářství. Kvůli odebírání produkované biomasy dochází k úbytku na ni vázaných bazických iontů, což vede k acidifikaci.

## Důsledky acidifikace

### Vliv na přírodní prostředí
Postižené ekosystémy se stávají neobyvatelnými nejen díky snížení pH, ale i kvůli vyluhování toxických kovů, jež by za normálních podmínek zůstaly vázány v horninách. Mezi tyto kovy patří např. hliník, kadmium, olovo a měď. Dochází tak k úhynu vodních organismů, což vede k celkovému snížení biodiverzity. Nejvíce viditelným důsledkem acidifikace je devastace jehličnatých lesů. V Česku jsou takto postiženy lesy v pohořích na severu území (nejvíce v Krušných horách). Acidofilní druhy se stávají dominantními (např. rašeliníky), dochází i k narušení trofního stupně, neboť živiny jsou odplavovány z vod a půd pryč. Na pohled tedy acidifikované vody vypadají čistě, protože jsou zcela průzračné. Kvůli nedostatku živin dochází k úbytku mikroorganismů rozkládajících rostlinnou hmotu, to vede ke kumulaci nerozložené rostlinné hmoty.

#### Šumavská jezera
V 70. letech 20. století došlo k razantnímu okyselení šumavských jezer. Jejich vody až do této doby zvládaly přísun okyselujících látek neutralizovat. Pak však došlo k vyčerpání pufrovacího systému, což zákonitě vedlo k masivnímu okyselení a pH kleslo až k hodnotě 3,5, což vedlo k vyluhování toxických kovů a úhynu ryb a měkkýšů. K okyselení též přispělo horninové podloží, neboť Šumava je tvořena kyselými horninami. Mezi nejhůře postižené patří Černé jezero a Čertovo jezero, jezero Laka naopak tolik postižené není. Po začátku třetího tisíciletí se trend začal měnit, nicméně návrat ryb lze očekávat až v horizontu dalších padesáti let.

### Vliv na člověka
Jak mokrá, tak i suchá depozice má významný vliv na člověka. Při mokré depozici (kyselých deštích) dochází ke ztrátě ekonomické hodnoty lesa, jenž není schopen dále produkovat kvalitní dřevo. Devastace lesů je spojena i s úbytkem turistického ruchu. Acidifikované vody jsou, jak již bylo zmíněno, plné toxických kovů, jež následně mohou proniknout do podzemních vod. Při dalším užití této vody tedy hrozí riziko intoxikace a rozvojem s ní spojených chorob. Např. zvýšené koncentrace hliníku ve vodě přispívají k rozvoji Alzheimerovy choroby. Kyselé deště ve městech ohrožují kulturní památky, neboť tyto srážky rozpouštějí vápenec mnohem rychleji než běžný déšť, ve kterém se normálně vyskytuje kyselina uhličitá.

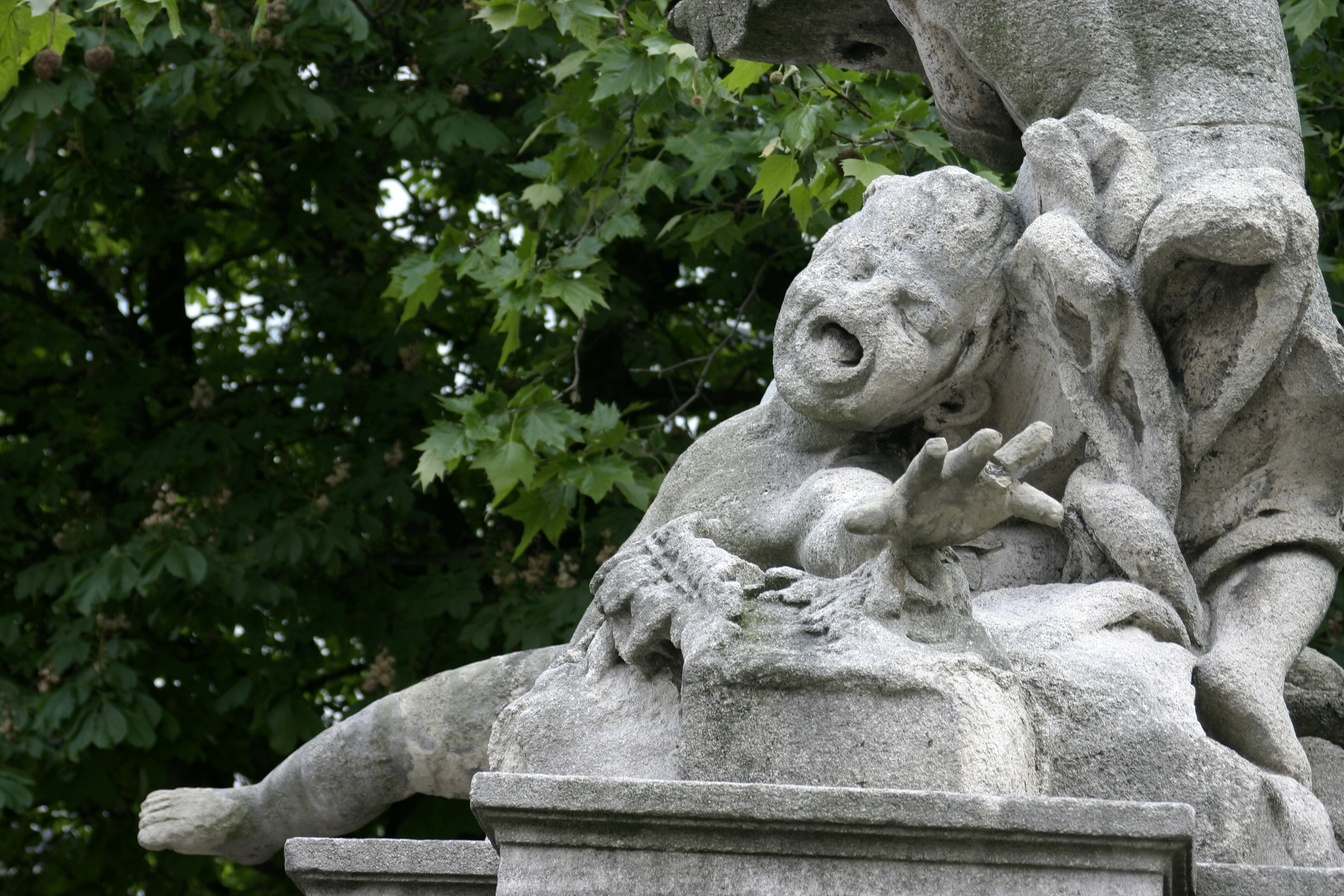
Vliv kyselého deště na sochy

Nejnebezpečnější pro lidské zdraví je však suchá kyselá depozice neboli redukční smog (jinak nazývaný též zimní či londýnský smog; vedle redukčního smogu existuje i oxidační smog, jehož hlavní škodlivinou je troposférický ozon a vzniká v létě). Zimní smog tvoří zejména oxid siřičitý a mlha. Vzniká spalováním uhlí v zimních měsících, kdy bývá inverze, takže se smog hromadí, jelikož jsou zhoršené rozptylové podmínky. Tento druh smogu může způsobovat např. rozedmu plic, nebo srdeční potíže. Vyvolal i několik ekologických katastrof: 
- Londýn 5. – 8. prosince 1952, tzv. Velký smog 1952: Příčinou neštěstí byla hustá mlha a termální inverze. V ovzduší došlo k nárůstu koncentrace SO2, částic a dalších látek. Mnoho lidí mělo vážné dýchací potíže. Zaznamenány byly četné případy cyanózy, horečky a tvorby plicních tekutin. Zemřelo přibližně 4000 osob. Většina zemřelých byla vyššího věku a před smogem měla srdeční či plicní choroby.
- Donora v Pensylvánii, 26. října 1948: Mnoho průmyslových aktivit v oblasti oceláren, výroby zinku a kyseliny sírové. Příčinou byla termální inverze a mlhavé počasí se současně vysokými koncentracemi SO2 a prachových částic. Onemocněla téměř polovina obyvatel – 14 tisíc lidí. Z toho 20 osob zemřelo.
- New York 18. – 22. listopadu 1953: Podobná situace jako v Londýně 1952. Příčinou byla stagnace vzduchu a přítomnost vysokých koncentrací SO2. Bylo poškozeno zdraví několika tisíc obyvatel. Několik z nich dokonce zemřelo.
- Tokio 18. července 1970: Vysoké koncentrace oxidantů a SO2 v atmosféře. Více než 6000 osob trpělo vážným podráždění očí a bolestmi hrdla.

## Boj proti acidifikaci
Problém kyselého smogu byl znám již od středověku. V zimních měsících se města stávala neobyvatelnými, což šlechta řešila výstavbou zimních sídel za městem. Po výše uvedených ekologických katastrofách se na problém zaměřila pozornost vědců i politiků. S rozvojem inženýrských sítí ve městech klesla potřeba topit uhlím, což vedlo k významnému zlepšení ovzduší. Dalším krokem vpřed bylo odsiřování tepelných elektráren a hutí. V ČR došlo k odsíření v 90. letech. K odsíření zplodin se využívá dvou principů: neutralizace zplodin tzv. pračkou plynů, při které se zplodiny prohánějí komorou, ve které se rozprašuje voda s hašeným vápnem. a dále vychytávání nabitých částic za pomocí elektrostatických odlučovačů.
V roce 2010 mělo dojít k naplnění Göteborského protokolu o omezování acidifikace, eutrofizace a přízemního ozónu, jenž stanovuje limity pro emise síry, amoniaku a NOx. Cílem je zmenšit plochu území ohroženou acidifikací z 93 na 15 milionů hektarů. 
V ČR se objevují i negativní názory na odsíření elektráren, neboť se vyskytla hypotéza, že snížení koncentrace SO2 způsobilo namnožení plísní. Pěstitelé nyní musí uměle ošetřovat ovoce a zeleninu přípravky obsahujícími síru. 
Acidifikace půdy může být pomalu napravována aplikací vápníku, například ve formě vápence nebo páleného vápna. Tento proces se nazývá vápnění a je jedním ze základních postupů obhospodařování půdy v zemědělství. U cukrové třtiny, sóji a kukuřičných plodin pěstovaných na kyselých půdách výsledkem aplikace vápna byla obnova živin, zvýšení pH půdy, zvýšení biomasy kořenů a lepší zdraví rostlin. Silná hnojiva by měla být používána pouze na responsivních plodinách s vysokým stupněm obnovy plodin. Půdní acidifikace je běžným problémem v dlouhodobé produkci plodin, který lze snížit vápněním, organickými úpravami (např. slámou a hnojem) a aplikací biouhlí. V širším měřítku je kyselost půdy spojena se ztrátami v zemědělské produkci kvůli tomu, že u rostlin způsobuje menší a méně trvanlivé kořeny, někdy poškozuje špičky kořenů a omezuje další růst, celkově vede k zakrslému růstu a neschopnosti fotosyntetizovat.